# Antioch (Illinois)
Antioch és una població dels Estats Units a l'estat d'Illinois. Segons el cens del 2000 tenia 8.788 habitants.

## Demografia
Segons el cens del 2000, Antioch tenia 8.788 habitants, 3.235 habitatges, i 2.351 famílies. La densitat de població era de 459,8 habitants/km².
Dels 3.235 habitatges en un 41,9% hi vivien nens de menys de 18 anys, en un 56,4% hi vivien parelles casades, en un 12,2% dones solteres, i en un 27,3% no eren unitats familiars. En el 22,2% dels habitatges hi vivien persones soles el 7,9% de les quals corresponia a persones de 65 anys o més que vivien soles. El nombre mitjà de persones vivint en cada habitatge era de 2,72 i el nombre mitjà de persones que vivien en cada família era de 3,2.
Per edats la població es repartia de la següent manera: un 29,9% tenia menys de 18 anys, un 8% entre 18 i 24, un 32,4% entre 25 i 44, un 21,1% de 45 a 60 i un 8,5% 65 anys o més.
L'edat mediana era de 34 anys. Per cada 100 dones de 18 o més anys hi havia 88,9 homes.
La renda mediana per habitatge era de 56.481 $ i la renda mediana per família de 66.589 $. Els homes tenien una renda mediana de 51.503 $ mentre que les dones 31.389 $. La renda per capita de la població era de 25.711 $. Aproximadament el 2,3% de les famílies i el 3,9% de la població estaven per davall del llindar de pobresa.

## Poblacions properes
El següent diagrama mostra les poblacions més properes.